# Неуставные взаимоотношения

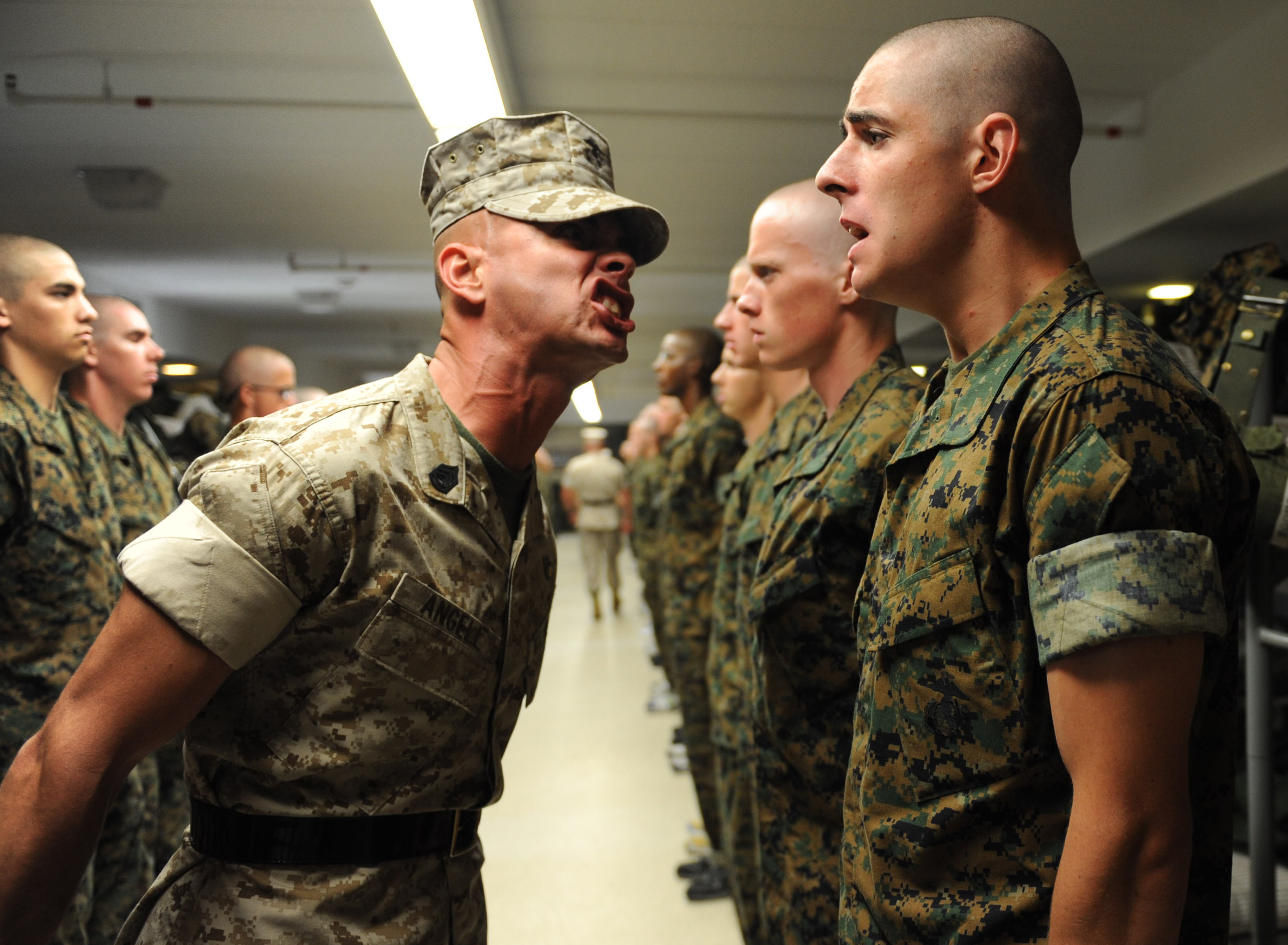
Сержант морской пехоты США инструктирует молодых курсантов.

Неуставны́е взаимоотноше́ния в Вооружённых силах — взаимоотношения между военнослужащими, грубо нарушающие требования законов, уставов, и других нормативных документов, и обычно являющиеся правонарушением.
Наиболее распространённый вид таких отношений в вооружённых силах (войсках и силах), формирующихся по призыву — так называемые «дедовщина» и «землячество».

## Объект
- Общим объектом неуставных взаимоотношений является система норм поведения, установленных в обществе законодательством государства.
- Родовым объектом неуставных взаимоотношений являются система взаимоотношений между военнослужащими, порядок несения воинской службы, установленных действующими законами государства, уставами вооружённых сил, приказами, директивами, приказания и иными нормативными документами.
- Непосредственным объектом неуставных взаимоотношений являются здоровье, честь, имущество военнослужащих.

## Объективная сторона
Неуставные взаимоотношения понятие более широкое, чем «дедовщина». Неуставные взаимоотношения включают в себя весь спектр взаимоотношений между военнослужащими, которые нарушают требования общевойсковых уставов (в том числе отношения начальник — подчиненный, подчиненный — начальник). Кроме того, неуставные отношения не обязательно основаны на насилии. «Дедовщина» же в узком понятии охватывает только нарушения уставов при взаимоотношениями между военнослужащими старшего и младшего призыва.
Примерами неуставных отношений, не связанных с насилием, могут быть такие явления, как использование солдат на физических работах на даче у генерала, принуждение военнослужащего женского пола к сексуальным отношениям со стороны мужчины-офицера (создание благоприятных условий без применения непосредственного насилия) и так далее. Даже элементарные примеры несоблюдения воинских традиций, таких, как выполнение воинского приветствия, подпадает под понятие неуставных взаимоотношений, так как воинское приветствие при встрече военнослужащих закреплено нормами Устава внутренней службы, который, в свою очередь, введён в действие соответствующим Законом.
Наиболее грубые формы неуставных взаимоотношений, такие как истязания, хулиганство, причинение телесных повреждений, грабёж, убийство и тому подобное подпадают под понятия общеуголовных преступлений и влекут уголовную ответственность в соответствии с действующим законодательством Российской Федерации. Аналогичные нормы права имеются в законодательстве подавляющего большинства других государств.
Несмотря на подавляющее негативное отношение к НВ среди населения, бытует точка зрения, что отдельные, «мягкие» формы способствуют более ускоренной адаптации молодого бойца в условиях воинской службы.
С объективной стороны теория уголовного права делит неуставные взаимоотношения на три вида:

### Между военнослужащими без признаков подчинённости (оба субъекта НВ равны в должности и звании)
К неуставным взаимоотношениям между военнослужащими без признаков подчинённости могут быть отнесены следующие правонарушения:
- Противоправное физическое, психологическое, экономическое насилие, оказываемое «старослужащим» в отношении «молодого» (при условии, что они одного звания и не являются один по отношению к другому начальником). Если эти же формы насилия оказаны в рамках требований уставов и других действующих нормативно-правовых актов, состав правонарушения в действиях старослужащего исключается (к примеру — действия в пределах необходимой обороны, крайней необходимости, в боевой обстановке по отношению к струсившему солдату);
- Любые формы противоправного насилия между сержантами, прапорщиками, офицерами, имеющими одинаковое звание и занимающие одинаковую должность (например — на почве неприязненных отношений один командир взвода избил другого командира взвода).
- Сексуальные формы насилия по отношению к военнослужащему (сексуальные домогательства, принуждение к вступлению в половую связь, изнасилование).

### Между военнослужащими с признаками подчинённости: начальник — подчинённый
Между военнослужащими с признаками подчинённости: начальник — подчинённый:
- Противоправное физическое, психологическое насилие в отношении подчинённого в условиях, которые не требовали данных форм воздействия (превышение должностных полномочий). Правомерное применение такого насилия исключает состав правонарушения (например, в боевой обстановке по отношению к трусу, необходимая оборона).
- Противоправное экономическое насилие в отношении подчинённого (за исключением ситуации, когда командир действует в условиях крайней необходимости).
- Эксплуатация подчинённых (злоупотребление властью или должностным положением, к примеру — использование подчинённых на строительстве личного дома).
- Сексуальное насилие в отношении подчинённого.

### Между военнослужащими с признаками подчинённости: подчинённый — начальник
- Противоправное физическое, психологическое насилие в отношении начальника (к примеру — угроза начальнику оружием в боевой обстановке, причинение начальнику телесных повреждений и т. д.). Правомерное применение такого насилия исключает состав правонарушения (например, в боевой обстановке по отношению к трусу, необходимая оборона).
- Противоправное экономическое насилие в отношении начальника (грабёж, разбой и т. п.).
- Сексуальное насилие в отношении начальника (изнасилование).

Признак подчинённости в отдельных случаях могут выступать как квалифицирующий признак и является отягчающим обстоятельством.
Например — солдат ударил солдата. В этом случае уголовное дело возбуждается в соответствии с тяжестью причинённых телесных повреждений. Командир ударил подчинённого — действия первого могут быть квалифицированы как должностное преступление — превышение полномочий или злоупотребление властью. Подчинённый ударил командира — воинское преступление — применение насилия в отношении начальника (в УК разных стран данное действие трактуется по-разному, однако смысл тот же). В первом случае преступление относится к категории лёгких или средней тяжести. Во втором и третьем случае преступления могут относиться к категории тяжких или особо тяжких.
Таким образом, одно и то же действие, в зависимости от степени подчинённости объекта неуставных взаимоотношений, может квалифицироваться по разным статьям уголовного кодекса или дисциплинарного устава.

## Субъект
Субъект — специальный.
Субъектом неуставных взаимоотношений может быть только военнослужащий, то есть должностное лицо, имеющее воинское звание, проходящее действительную воинскую службу. Кроме того, необходимы признаки общего субъекта правонарушения — дееспособное, вменяемое лицо, достигшее возраста правовой ответственности.

## Субъективная сторона
С субъективной стороны неуставные отношения предполагают наличие умышленной формы вины. В свою очередь, сами правонарушения (преступления) в зависимости от состава, закреплённого соответствующей нормой права могут носить характер как прямого, так и косвенного умысла.
- С прямым умыслом совершаются ряд преступлений и дисциплинарных проступков, когда правонарушитель осознаёт противоправность своих действий, предвидит наступление общественно-опасных последствий и желает их наступления. Например — умышленное убийство, грабёж, умышленное причинение телесных повреждений.
- С косвенным умыслом могут быть совершены правонарушения, когда нарушитель не предвидел наступление общественно-опасных последствий, не желал их наступления, но мог и обязан был предвидеть. Например — один военнослужащий принуждает другого к физическим упражнениям сверх нормы. У последнего сердце не выдерживает чрезмерных нагрузок и он умирает. Первый не желал его смерти, но он мог предположить, что физические нагрузки сверх предела опасны для жизни и здоровья.

## Ответственность
В зависимости от состава правонарушения, неуставные взаимоотношения могут носить характер:
- Преступления — противоправное действие, грубо нарушающее действующее законодательство, представляющее большую общественную опасность, ответственность за которое предусмотрена нормами уголовного права.
- Дисциплинарного проступка — противоправное действие, которое не содержит признаки преступления, нарушающее требования административного законодательства и уставов вооружённых сил, ответственность за которое наступает в соответствии с требованием Дисциплинарного Устава.

Таким образом, ответственность за все нарушения требований уставов, которые не являются преступлениями, наступает в дисциплинарном порядке (дисциплинарные взыскания, содержание на гауптвахте).
За совершение правонарушений, которые квалифицируются как преступления, ответственность наступает в общем порядке в соответствии с требованиями уголовного права.

Нарушение уставных отношений (статьи 334, 335 и 336 УК России): в 2008 году осуждено 2169 человек, в 2010 — 2160, в 2011 — 1930, в 2012 — 1351, в 2018 году — 372 человека.— Судебный департамент при Верховном суде России.

## Формы проявления «неуставных взаимоотношений»
- Эксплуатация (перекладывание старослужащими своих обязанностей на солдат младшего периода службы, использование подчинённых начальником в личных целях);
- Физическое насилие (нанесение побоев, лишение сна, принуждение к физическим упражнениям сверх допустимой нормы, насилие сексуального характера);
- Психологическое насилие (словесные оскорбления);
- Экономическое насилие (изымание денег, продуктов питания, личных вещей, лишение пищи, денежного, вещевого и материального довольствия).

## Причины и условия, порождающие неуставные взаимоотношения между военнослужащими
Среди юристов, военных психологов, журналистов распространено мнение, что причинами, порождающими неуставные взаимоотношения в армии, являются следующие условия:
- стойкие традиции, связанные с этим явлением;
- чёткая градация по сроку службы (одно и то же время призыва), что автоматически разбивает личный состав на конкретные категории;
- безнаказанность;
- умышленное сокрытие нарушений командирами;
- традиции замалчивания нарушений в коллективе (доложил — стал «стукачом»);
- комплектование сержантского состава военнослужащими срочной службы;
- нежелание части офицеров вникать в жизнь коллектива за рамками служебной деятельности.

Солдаты и сержанты срочной службы продолжают оставаться удалённой от офицеров категорией военнослужащих. Самым большим и презираемым пороком среди них считается «стукачество». Самым высоким авторитетом пользуются военнослужащие, обладающие незаурядной физической силой и прослужившие в армии, авиации и флоте больше года. Добросовестное исполнение должностных обязанностей военнослужащими не очень поднимает их в глазах сослуживцев, хотя они ценят толковых, коммуникабельных и отзывчивых парней.

## Профилактика неуставных взаимоотношений в вооружённых силах
О проблеме неуставных взаимоотношений в армии, авиации и флоте открыто заговорили в конце семидесятых годов прошлого столетия. Внимание было, главным образом, обращено на так называемую «дедовщину» — систему традиций и обычаев по закреплению привилегированного положению военнослужащих срочной службы второго года по отношению к «первогодкам». Резонанс, вызванный чередой тяжких преступлений в войсках, а также волна самоубийств и дезертирство не остались без внимания командования и Главного политического управления. В авральном порядке прошли слушания в Министерстве обороны, частях и соединений. Были разработаны и направлены в штабы и политотделы частей инструкции по мерам, направленным на преодоление этого явления. Иногда принимаемые меры доходили до абсурда. К примеру, с целью устранения различий между военнослужащими разного срока службы были отменены нарукавные нашивки (на сленге «годовки», «годки»), имевшие одну или две (на флоте три) полоски по сроку службы соответственно. Ранее военнослужащий первого года службы имел одну полоску, второго года — две (на флоте третьего года — три).
Над проблемой работали политработники высочайшей квалификации. По результатам проведённых исследований были сделаны выводы, что причинами возникновения «дедовщины» послужил тот факт, что в шестидесятые годы был разрешён призыв лиц, ранее отбывавших наказание в виде лишения свободы. Как тогда принято было считать, именно они принесли в казармы традиции уголовного мира, практиковавшиеся в местах лишения свободы, которые, после адаптации к условиям армии, авиации и флота и легли в основу традиций «дедовщины».
Кроме этого, особое внимание было уделено фактам злоупотребления служебным положением со стороны офицеров, в том числе и высшего ранга.
Несмотря на принятые меры и достигнутые определённые успехи, в целом, как явление, неуставные взаимоотношения продолжали существовать и существуют и по сей день.
Нельзя сказать, что неуставные взаимоотношения в целом и «дедовщина» в узком смысле этого понятия существовали и существуют в войсках повсеместно. Во многих частях такое понятие отсутствовало и отсутствует как таковое. Например, в спецподразделении УРСН (а позже и в Витязе) факт неуставных взаимоотношений автоматически лишал виновного права ношения крапового берета, что было крайне позорно для его обладателя. Отсутствовала дедовщина и на большинстве линейных застав пограничных войск КГБ СССР.